# Kovacsia kovacsi
Kovacsia kovacsi is een slakkensoort uit de familie van de Hygromiidae. De wetenschappelijke naam van de soort is voor het eerst geldig gepubliceerd in 1972 door Varga & L. Pinter.